# Leichtathletik-Weltmeisterschaften 2025/Teilnehmer (Deutschland)
| Goldmedaillen | Silbermedaillen | Bronzemedaillen |
| ------------- | --------------- | --------------- |
| —             | —               | —               |

Der Leichtathletikverband von Deutschland nimmt an den Leichtathletik-Weltmeisterschaften 2025 in Tokio teil. 28 Athletinnen und Athleten wurden bisher vom deutschen Verband nominiert.

## Ergebnisse

### Männer

#### Laufdisziplinen
| Athlet               | Disziplin        | Vorlauf | Vorlauf | Halbfinale | Halbfinale | Finale | Finale |
| Athlet               | Disziplin        | Zeit    | Platz   | Zeit       | Platz      | Zeit   | Platz  |
| -------------------- | ---------------- | ------- | ------- | ---------- | ---------- | ------ | ------ |
| Alexander Stepanov   | 800 m            |         |         |            |            |        |        |
| Robert Farken        | 1500 m           |         |         |            |            |        |        |
| Mohamed Abdilaahi    | 5000 m           |         |         |            |            |        |        |
| Emil Agyekum         | 400 m Hürden     |         |         |            |            |        |        |
| Owe Fischer-Breiholz | 400 m Hürden     |         |         |            |            |        |        |
| Karl Bebendorf       | 3000 m Hindernis |         |         |            |            |        |        |
| Frederik Ruppert     | 3000 m Hindernis |         |         |            |            |        |        |
| Amanal Petros        | Marathon         |         |         |            |            |        |        |
| Richard Ringer       | Marathon         |         |         |            |            |        |        |
| Johannes Frenzl      | 35 km Gehen      |         |         |            |            |        |        |
| Jonathan Hilbert     | 35 km Gehen      |         |         |            |            |        |        |
| Christopher Linke    | 35 km Gehen      |         |         |            |            |        |        |

#### Sprung/Wurf
| Athlet         | Disziplin  | Qualifikation | Qualifikation | Finale     | Finale |
| Athlet         | Disziplin  | Weite/Höhe    | Platz         | Weite/Höhe | Platz  |
| -------------- | ---------- | ------------- | ------------- | ---------- | ------ |
| Max Heß        | Dreisprung |               |               |            |        |
| Henrik Janssen | Diskuswurf |               |               |            |        |
| Steven Richter | Diskuswurf |               |               |            |        |
| Merlin Hummel  | Hammerwurf |               |               |            |        |
| Julian Weber   | Speerwurf  |               |               |            |        |

### Frauen

#### Laufdisziplinen
| Athletin          | Disziplin        | Vorlauf | Vorlauf | Halbfinale | Halbfinale | Finale | Finale |
| Athletin          | Disziplin        | Zeit    | Platz   | Zeit       | Platz      | Zeit   | Platz  |
| ----------------- | ---------------- | ------- | ------- | ---------- | ---------- | ------ | ------ |
| Gina Lückenkemper | 100 m            |         |         |            |            |        |        |
| Sophia Junk       | 200 m            |         |         |            |            |        |        |
| Majtie Kolberg    | 800 m            |         |         |            |            |        |        |
| Eileen Demes      | 400 m Hürden     |         |         |            |            |        |        |
| Olivia Gürth      | 3000 m Hindernis |         |         |            |            |        |        |

#### Sprung/Wurf
| Athletin          | Disziplin   | Qualifikation | Qualifikation | Finale     | Finale |
| Athletin          | Disziplin   | Weite/Höhe    | Platz         | Weite/Höhe | Platz  |
| ----------------- | ----------- | ------------- | ------------- | ---------- | ------ |
| Imke Onnen        | Hochsprung  |               |               |            |        |
| Malaika Mihambo   | Weitsprung  |               |               |            |        |
| Alina Kenzel      | Kugelstoßen |               |               |            |        |
| Yemisi Ogunleye   | Kugelstoßen |               |               |            |        |
| Shanice Craft     | Diskuswurf  |               |               |            |        |
| Marike Steinacker | Diskuswurf  |               |               |            |        |